# Nobutoši Kaneda
Nobutoši Kaneda (japonsko 金田 喜稔), japonski nogometaš, * 16. februar 1958.
Za japonsko reprezentanco je odigral 58 uradnih tekem.